# Rolf H. Ruhleder
Rolf H. Ruhleder (* 1944) ist ein deutscher Rhetoriktrainer und Buchautor.
Ruhleder studierte Volks- und Betriebswirtschaftslehre in Frankfurt, Würzburg und Zürich. Als Marketingleiter der Akademie für Führungskräfte der Wirtschaft Bad Harzburg machte er sich 1989 mit einem eigenen Institut (Management Institut Ruhleder "MIR") selbständig. Er verfasste zahlreiche Fachbücher und Aufsätze zu verschiedenen Themen rund um Rhetorik, Dialektik, Überzeugung und Schlagfertigkeit. Seine bislang 18 Fachbücher erfuhren zahlreiche Neuauflagen und wurden z. T. auch als Hörbuch veröffentlicht. Laut eigner Aussage erreichte er damit eine Gesamtauflage von über 400.000 Exemplaren.
Ruhleder ist regelmäßig in TV-Sendungen und auf Live-Events zu sehen. Im November 2008 stand er zusammen mit Bill Clinton, Sabine Christiansen und Henry Maske vor mehr als 10.000 Zuschauern auf der Bühne des ISS Dome in Düsseldorf.
Ruhleder ist Schüler von Reinhard Höhn und Inhaber eines Management-Instituts mit Sitzen in Bad Harzburg und Zürich.

## Veröffentlichungen
- Rhetorik & Dialektik, 17. Auflage, Verlag Vahlen 2016, ISBN 978-3-8006-5147-4
- Einfach besser verkaufen, 3. Auflage, ISBN 978-3636030177
- Ruhleders Sprüche und Zitate, 10. Auflage, GABAL 2014, ISBN 978-3897494404
- Vortragen und Präsentieren, 6. Auflage
- Verkaufstraining intensiv, 7. Auflage
- Der kompetente Manager, 1. Auflage
- Verkaufen Klassik, 1. Auflage
- Meine 202 besten Tipps für Verkäufer Neuerscheinung v.
- Verkaufen von A bis Z, GABAL 2008, ISBN 978-3897498044
- Methoden, 5. Auflage (Hrsg.)
- Rhetorik von A – Z die Fibel, 2. Auflage
- Die 10 Schritte zum Verkaufserfolg, 5. Auflage
- Führungstechniken für Vorgesetzte, München 1974
- Rhetorik – Kinesik – Dialektik: Redegewandtheit – Körpersprache – Überzeugungskunst, Verlag für Wissenschaft, Wirtschaft und Technik, Bad Harzburg 1980; 6. Auflage ebenda 1986.
- Reden-Durchsetzen-Handeln, Bad Harzburg 1981
- Das erfolgreiche Verkaufsgespräch, Köln 1982
- Marketing für die Zahnarztpraxis, Balingen 1989
- So verkaufen Sie richtig – und setzen Ihre Preise durch